# Lagoana bipunctata
Lagoana bipunctata är en insektsart som beskrevs av Melichar 1905. Lagoana bipunctata ingår i släktet Lagoana och familjen Dictyopharidae. Inga underarter finns listade i Catalogue of Life.